# 鴿子蘭
鴿子蘭（学名：Peristeria elata），或簡稱鴿蘭，又名鳩柱蘭，是分佈在由中美洲至厄瓜多爾及委內瑞拉的一種蘭。在巴拿馬明顯的乾、雨季氣候下，生長良好。花期為兩種，一般個體為八月至十月，有少部分個體為每年11月至隔年4月,小苗至成株開花，需費時3至5年。花色為白色，具有淡淡的清香。因開花的時候，其花朵內部的蕊柱與唇瓣緊密相貼，看起來就像一隻白鴿停坐在裡面，因而得其美名。它們現正受《瀕危野生動植物種國際貿易公約》附錄一的保護。
巴拿馬於1980年11月21日，由國會通過將鴿子蘭列為國花，並以西班牙語la flor del Espíritu Santo稱之，意指「聖靈之花」，純潔而不受污染，是上帝派來的和平信使。該國的特殊地理位置及過去受西班牙與哥倫比亞長期統治的背景，使鴿子蘭對巴拿馬而言別具意義。

## 外部連結
- Culture Sheet[永久]